# Kobułty
Kobułty [kɔˈbuu̯tɨ] (tiếng Đức: Kobulten)  là một ngôi làng thuộc khu hành chính của Gmina Biskupiec, thuộc huyện Olsztyński, Warmińsko-Mazurskie, ở miền bắc Ba Lan. Nó nằm khoảng 10 kilômét (6 mi)   về phía đông nam Biskupiec và 36 km (22 mi)     về phía đông của thủ đô khu vực Olsztyn. Trước năm 1945, khu vực này là một phần của Đức (Đông Phổ).
Ngôi làng có dân số 520.